# اگزازپام
اگزازپام (به انگلیسی: oxazepam)
رده درمانی: بنزودیازپین‌ها
اشکال دارویی: قرص

## موارد مصرف
اگزازپام در درمان بیخوابی و آرام بخش در درمان اضطراب و علائم محرومیت از الکل استفاده می‌شود.اگزازپام یک بنزودیازپین با عملکرد کوتاه و متوسط است. از اگزازپام برای درمان اضطراب و بی خوابی و در کنترل علائم سندرم ترک الکل استفاده می‌شود.
این دارو متابولیت دیازپام، prazepam و تمازپام است، و اثر متوسط ابتلا به فراموشی، ضد اضطراب، ضد تشنج، خواب‌آور، آرام بخش، و شل کننده عضلانی اسکلتی در مقایسه با سایر بنزودیازپین‌ها دارد.
این دارو در سال ۱۹۶۲ ثبت اختراع شد و در سال ۱۹۶۴ برای مصارف پزشکی تصویب شد.
گزازپام یک بنزودیازپین با عملکرد متوسط است که با عملکرد آن به کندی شروع می‌شود، بنابراین معمولاً برای افرادی که مشکل در ادامه خوابیدن دارند تجویز می‌شود. این دارو معمولاً برای اختلالات اضطرابی همراه با تنش، تحریک پذیری و اضطراب استفاده می‌شود. همچنین برای ترک مواد مخدر و الکل و همچنین برای اضطراب همراه با افسردگی تجویز می‌شود. پزشکان ممکن است از اگزازپام خارج از موارد تأیید شده مثلاً برای درمان هراس اجتماعی، اختلال استرس پس از ضربه، بی خوابی، سندرم قبل از قاعدگی و سایر شرایط استفاده کنند.
هم چنین از این دارو برای کنترل عوارض ناشی از مهارکننده های بازجذب سروتونین مانند بی خوابی می توان استفاده کرد.

## مکانیسم اثر
مانند سایر بنزودیازپین‌ها آگونیست گیرنده‌های بنزودیازپینی بوده که با اثر بر روی گیرنده‌های گاما آمینوبوتیریک اسید و در نهایت ورود یون کلر اثرات خود را اعمال می‌کند.

## عوارض جانبی
وابستگی و تحمل، سرگیجه، سردرد و خواب آلودگی بی حوصلگی پرخاشگری.
عوارض جانبی اگزازپام شبیه به سایر بنزودیازپین‌ها است و ممکن است شامل سرگیجه، خواب آلودگی، سردرد، اختلال در حافظه، هیجان پارادوکسیکال و فراموشی آنتروگراد باشد اما بر فراموشی گذرای سراسری تأثیر نمی‌گذارد.  عوارض جانبی با توجه به کاهش سریع در دوز یا ترک ناگهانی ااگزازپام ممکن است شامل کرامپ شکم و گرفتگی عضلات، تشنج، افسردگی، ناتوانی در به خواب رفتن یا در خواب ماندن، عرق کردن، لرزش، یا استفراغ.

## تحمل، وابستگی و قطع دارو
اگزازپام، مانند سایر داروهای بنزودیازپینی، می‌تواند باعث تحمل، وابستگی جسمی، اعتیاد و سندرم ترک بنزودیازپین شود. قطع ناگهانی اگزازپام یا سایر بنزودیازپینها معمولاً منجر به علائم ترک می‌شود که مشابه مواردی است که در هنگام قطع الکل و باربیتورات مشاهده می شود. هرچه دوز بیشتر و مصرف دارو طولانی‌تر شود، خطر ابتلا به علائم ناخوشایند قطع مصرف بیشتر می‌شود. علائم ترک ممکن است در دوزهای استاندارد و همچنین پس از استفاده کوتاه مدت ایجاد شود. درمان بنزودیازپینی باید در اسرع وقت با کاهش آهسته و به صورت تدریجی قطع شود.

## مواردمنع مصرف
اگزازپام در میاستنی گراویس، بیماری انسدادی مزمن ریوی و ذخیره محدود ریه و همچنین بیماری شدید کبدی منع مصرف دارد.

### احتیاط های ویژه
بنزودیازپین‌ها در صورت استفاده در افراد مسن، در دوران بارداری، در کودکان، افراد وابسته به الکل و مواد و افراد دارای اختلالات روان‌پزشکی همراه نیاز به اقدامات احتیاطی خاص دارند. بنزودیازپین‌ها از جمله اگزازپام داروهای لیپوفیلی هستند و به سرعت در غشاها نفوذ می‌کنند، بنابراین با جذب زیاد دارو به سرعت در جفت عبور می‌کند. استفاده از بنزودیازپین‌ها در اواخر بارداری، به ویژه با دوزهای زیاد، ممکن است منجر به سندرم نوزاد فلاپی شود.

## مصرف در بارداری
اگزازپام زمانی که در سه‌ماهه سوم مصرف شود، باعث خطر ایجاد علایم ترک شدید در نوزاد از جمله هیپوتونی، و بی میلی به خوردن شیر، به حملات آپنه، سیانوز و اختلال سوخت و ساز بدن در پاسخ به استرس سرد است. همچنین ممکن است سندرم نوزاد فلوپی شود. علائم سندرم نوزادان فلاپی و سندرم ترک بنزودیازپین نوزادان از ساعتها تا ماه‌ها پس از تولد همچنان ادامه دارد.

## مصرف بیش از حد
اگزازپام به‌طور کلی در مصرف بیش از حد، سمیت کمتری نسبت به سایر بنزودیازپین‌ها دارد. فاکتورهای مهم تأثیر زیاد در مصرف بیش از حد بنزودیازپین شامل دوز مصرفی، سن بیمار و وضعیت سلامتی قبل از مصرف بیش از حد است. مصرف بیش از حد بنزودیازپین می‌تواند بسیار خطرناک تر باشد اگر همزمان با مصرف سایر سرکوب کننده هایCNS مانند مواد مخدر یا الکل رخ داده باشد. علائم مصرف بیش از حد اگزازپام عبارتند از:
- دپرسیون تنفسی
- خواب بیش از حد
- تغییر آگاهی
- افت عملکرد سیستم عصبی مرکزی
- گاهی سمیت قلبی عروقی و ریوی
- به ندرت، کما عمیق است